# Luca Beccari
Pour les articles homonymes, voir Beccari.
Luca Beccari, né le 29 octobre 1974 à Saint-Marin, est un homme d'État saint-marinais, membre du Parti démocrate-chrétien. 

## Biographie
Membre du Parti démocrate-chrétien saint-marinais depuis 1993, il siège au sein du conseil exécutif de ce parti depuis 2010.
Il est responsable des relations internationales et du service de conformité de la Banque centrale de Saint-Marin. Il est marié et père d'un fils.
Il est capitaine-régent de Saint-Marin, en tandem avec Valeria Ciavatta, du 1er avril au 1er octobre 2014.
Le 8 janvier 2020, il est nommé secrétaire d'État aux Affaires étrangères et reconduit en juillet 2024.